# La mente de un asesino: Aaron Hernández
La miniserie La mente de un asesino: Aaron Hernández es un documental de Netflix que nos introduce en la vida del exjugador de la NFL Aaron Hernández que durante su estancia en los New England Patriots cometió tres asesinatos.
Este caso fue muy famoso en los Estados Unidos, primero por la condición de estrella en el deporte rey del país, de hecho Aaron Hernández llegó a participar en la Super Bowl el evento deportivo más visto año a año en el mundo; y en segundo lugar porque se descubrió que el jugador era homosexual y que lo llevaba escondiendo durante toda su vida.

## Premisa
La miniserie nos habla de la vida de Aaron Hernández, un exjugador de la NFL que triunfaba en uno de los mejores equipos deportivos del mundo, los New England Patriots, y que sorprendió a todo el mundo cuando fue detenido como presunto culpable de un asesinato.
El shock en el país norteamericano fue enorme, fue un caso que recordó al de O. J. Simpson, y cuanto más se conocían los detalles más sorprendían. Fue acusado de otro doble asesinato y se descubrió que era homosexual pero que lo tapó toda su vida por miedo a la reacción que tendría el mundo del fútbol americano, que es un entorno en el que se da por hecho la hombría de los jugadores.

## Argumento
La miniserie consta de 3 capítulos que nos introducen en la vida desde niño de Aaron, todo lo que rodeó su educación, cómo llegó al éxito y finalmente los asesinatos que acabaron con él en la cárcel, donde acabaría suicidándose.
Nada más comenzar nos muestran como es detenido acusado del asesinato de Odyn Lloyd el cual era su amigo. A partir de ahí se trata de introducir al espectador en la vida del jugador para poder encontrar un por qué, porque un jugador que acababa de firmar un contrato de 40 millones de dólares lo tira todo por la borda. La serie sigue dos caminos paralelos, va evolucionando por su infancia, juventud, universidad hasta llegar a ser profesional, mientras a su vez vemos el camino que llevó desde su detención, cárcel, investigación, juicio hasta su suicidio.
También vamos viendo testimonios de amigos que le conocían y nos explican detalles que pudieron afectarle a lo largo de su vida y que modificaron su carácter.

## Episodios
| N.º en serie | N.º en temp. | Título       | Dirigido por   | Escrito por    | Fecha de lanzamiento original |
| ------------ | ------------ | ------------ | -------------- | -------------- | ----------------------------- |
| 1            | 1            | «Episodio 1» | Geno Mcdermott | Geno Mcdermott | 15 de enero de 2020           |
| 2            | 2            | «Episodio 2» | Geno Mcdermott | Geno Mcdermott | 15 de enero de 2020           |
| 3            | 3            | «Episodio 3» | Geno Mcdermott | Geno Mcdermott | 15 de enero de 2020           |